# 낙준 (후한)
낙준(駱俊, ? ~ 197년)은 후한 말기의 관료로, 자는 효원(孝遠)이며, 회계군 오상현(烏傷縣) 사람이다.

## 생애
문무에 재능이 있었고, 젊어서 군리(郡吏)를 지내다가 효렴으로 천거되어 상서랑(尙書郞)을 보임하였다. 이후 진상으로 발령되어 진민왕을 섬겼다.
건안 2년(197년) 정월, 원술이 후한의 혼란스러운 정세를 틈타 황제를 참칭하여 중나라를 세웠다. 낙준은 진민왕에게 상주하여 진나라의 방비를 굳건히 하였고, 덕분에 도적들은 함부로 진나라에 쳐들어오지 못하여 평온해졌다.
나라 안에 식량이 부족했었던 원술은 사자를 보내 진민왕과 낙준에게 원조를 요청하였다. 그러나 낙준과 진민왕은 이를 거절하였고, 나중에 원술이 보낸 자객 장개의 손에 모두 피살되고 진나라는 병탄되었다.
아들 낙통은 동오에 출사하였다.

## 출전
- 사승, 《후한서》(後漢書) [진수, 《삼국지》 권57 우육장낙육오주전 배송지주에 인용]